# Falcon 1e
Falcon 1e byl navrhován jako modernizace Falconu 1. Falcon 1e by měl větší první stupeň s vyšším tahem motoru, aktualizovaný motor druhého stupně, větší nosnost a aerodynamický kryt. Byla také plánována jeho částečná znovupoužitelnost. První start byl plánován na polovinu roku 2011, ale Falcon 1e byl zrušen ještě před prvním letem, SpaceX uvedlo, že po takovémto nosiči není dostatečná poptávka. S tím souvisel i konec Falconu 1. Bylo rozhodnuto, že menší náklad bude létat jako sekundární při letech Falconu 9.

## Návrh
Falcon 1e měl být o 6,1 metru delší než Falcon 1, s celkovou délkou 27,4 m, průměr měl zůstat stejný (1,68 m). Prázdný první stupeň by vážil 2 580 kg a byl by poháněný modernizovaným motorem Merlin 1C, který by měl k dispozici 39 tun RP-1 a tekutého kyslíku. Doba hoření prvního stupně by byla 169 sekund. Suchá hmotnost druhého stupně by byla 540 kg, byl by poháněn motorem Kestrel 2 a nádrže by pojaly 4 tuny paliva. Motor by byl restartovatelný a mohl by pracovat 418 sekund.
Pro druhý stupeň bylo plánováno použití slitiny 2195 hliníku a lithia. Na původním druhém stupni Falconu 1 byl používán hliník 2014.

## Starty
Rakety Falcon 1e měly startovat z kosmodromu Omelek Island, odkud startovaly rakety Falcon 1, z Mysu Canaveral a případně z dalších lokalit, pokud by byla poptávka. Po zkušebním letu měla raketa učinit několik startů se satelity Orbcomm OG2.